# Wiepke Harm Timersma
Wiepke Harm Timersma (Kommerzijl, 8 december 1896 - Scheveningen, 14 april 1944) was een Nederlandse verzetsstrijder tijdens de Tweede Wereldoorlog.
Wiepke werd geboren in Kommerzijl, als zoon van timmerman Derk Timersma en Stijntje Bergsma. Hij trouwde op 6 maart 1930 met de dochter van de kastelein, Jantina van Dijk te Leens en ging aldaar ook wonen. Later werd Timersma ambtenaar bij het Gewestelijk Arbeidsbureau in Leens. Zijn huis was een vergaderlocatie voor het verzet. Hij was lid van de verzetsgroep LO-Wehe en sloot zich later ook aan bij de Knokploeg aldaar. Timersma nam samen met zijn chef ontslag toen hij moest gaan meewerken aan het uitzenden van arbeiders naar Duitsland ("Arbeidseinzatz"). Hij kreeg nadien een baan bij het distributiekantoor in Baflo wat hem in staat stelde om distributiebonnen achterover te drukken voor onderduikers.
Ook was hij actief in het onderbrengen van onderduikers in de regio. Hij maakte daartoe deel uit van de daartoe opgezette Groningse "Nulgroep". Ook hield hij zich bezig met het inzamelen van geld en distribueren van illegale bladen. In 1943 slaagde zijn verzetsgroep er in om een deel van de persoonsadministratie in het Rijksarbeidsbureau in Wehe in brand te steken. De Duitsers kwamen hierachter en op 30 november werd hij op zijn werk gearresteerd op beschuldiging van het "verborgen houden van terroristen en sabotage activiteiten". Hij werd half december overgebracht naar de gevangenis van Scheveningen (Oranjehotel) en daar in april ter dood veroordeeld.
Samen met zijn medeveroordeelden Jacob Kraal, Gerard Jansen, Hendrik Drogt, Jan Rijkmans, Gerrit Jan van den Berg, Fokke Jagersma en Johannes Kippers zong hij regelmatig psalmen wat door een mede-gevangene beschreven werd aan diens verloofde. Hij werd in de ochtend van 14 april gefusilleerd op de Waalsdorpervlakte. Zijn stoffelijk overschot werd na de oorlog herbegraven op de begraafplaats Wehe den Hoorn in graf 1837. Na de oorlog werd in Wehe den Hoorn een straat naar hem vernoemd, de W.H. Timersmastraat.